# Бенд (група)
„Бенд“ (на английски: The Band) е канадска рок група. От края на 1960-те години издава собствени студийни албуми, които оказват влияние върху развитието на рутс рока. След прекъсване през 1977 година групата е възстановена и работи отново заедно през 1983 – 1999 година.
Създадена е през 1967 година в Торонто, първоначално като поддържаща група на Боб Дилън,
през 1968 година тя издава първия си албум, „Music from Big Pink“, приет ентусиазирано от критиката. По думите на музикалния критик Брус Идър, те са „една от най-популярните и влиятелни рок групи в света, музиката им е приемана от критиците... толкова сериозно, колкото тази на „Бийтълс“ и „Ролинг Стоунс“. „Бенд“ съчетават елементи на американа, фолк, рок, джаз, кънтри и ритъм енд блус, оказвайки влияние на широк кръг музиканти, като „Ийгълс“, Елтън Джон, „Грейтфул Дед“, „Флейминг Липс“, „Уилко“.
Групата включва четирима канадци и един американец – Рик Данко (бас китара, вокал, цигулка), Гарт Хъдсън (клавишни, акордеон, саксофон), Ричард Манюъл (клавишни, ударни, вокал), Роби Робъртсън (китара, вокал) и Левон Хелм (ударни, вокал, мандолина, китара). Първоначално те се събират между 1958 и 1963 година под името „Хоукс“ като поддържаща група на рокабили певеца Рони Хокинс. В средата на 60-те получават признание като поддържаща група на Боб Дилън, като турнето му от 1966 година става първото с група с електрически инструменти. След като се разделят с Дилън и променят името си на „Бенд“, те издават няколко албума с успех сред критиката и публиката, като най-популярни стават песните „The Weight“ и „The Night They Drove Old Dixie Down“. Влиянието им върху няколко поколения музиканти е значително – Роджър Уотърс нарича дебютния им албум „Music from Big Pink“ вторият „най-влиятелен запис в историята на рокендрола“, а музикалният журналист Ал Ароновиц определя техния „кънтри соул“ стил като „саунд, нечуван дотогава“.